# Metal Rock Festival
Le Metal Rock Festival est un festival de heavy metal organisé en Argentine entre 1996 et 2003. Durant son existence, le festival a fait participer des groupes locaux notoires comme V8 et Rata Blanca et le groupe espagnol Barón Rojo.

## Histoire
Sous le nom de Metal Rock Festival — qui avait deux dates principales, le premier jour au vieux et désormais défunt stade de Morón, et le deuxième jour au mythique Obras — une tournée est lancée dans une vingtaine d'endroits en Argentine, avec une liste de groupes principaux ainsi que des groupes de soutien locaux. V8 (1979) était déjà un groupe séparé lors de la première édition du festival.
Le 13 avril 1996, les membres de Logos (1990), Horcas (1988) et Rata Blanca (1985) qui avaient fait partie de V8 remontent sur scène pour interpréter des chansons du groupe avec Osvaldo Civile à la guitare, Alberto Zamarbide au chant, Gustavo Rowek à la batterie et Miguel Roldán à la basse. Ils interprètent un ensemble complet de chansons du groupe, et bien que tous aient été membres du groupe — même Roldán, bien que guitariste — la légitimité de la réunion est remise en question car bien que Ricardo Iorio — créateur du groupe, principal compositeur et unique bassiste — ait été invité, il n'y a pas eu de réunion, Il en est de même pour Adrián Cenci, qui n'a pas été inclus pour des raisons professionnelles internes dans la clôture avec tous les autres V8, alors qu'il était là depuis plus de deux ans et qu'il avait enregistré le troisième et dernier album de V8.
La réunion s'est faite discrète, car bien qu'elle n'ait pas été imprimée sur les flyers, les affiches ou les billets, toutes les personnes présentes savaient à l'avance qu'elle aurait lieu. Les chansons de V8 interprétées ce soir-là feront partie de l'album live V8 - Homenaje,,.
La 3e édition du festival a lieu le 25 septembre 1999. En 2003, Rata Blanca qui, à cette période, s'est fait connaître à l'échelle nationale et internationale, anime cette dernière édition du Metal Rock Festival.

## Programmations

### 1996
L'édition 1996 fait participer V8, Logos, Horcas, Rata Blanca et Vibrión.

### 1998
L'édition 1998 a lieu au Cemento. Le premier jour, elle fait participer : Simbiosis, Alakrán (es), Lethal, Nepal, Imperio (es), et Fastidio. Le deuxième jour, elle fait participer : Horcas, Visceral, Cruel Adicción, Nativo, Jeriko, et Sauron.

### 1999
L'édition 1999 a lieu au Cemento. Le premier jour, elle fait participer : Simbiosis, Claudio O'Connor (es), Lethal, Tren Loco, Fastidio, Virtual, Helizer, Tinnitus, et Selidor. Le deuxième jour, elle fait participer : Walter Giardino Temple, Cruel Adicción, Devenir, El Dragón, Imperio, Sauron, Humanimal, Elmer et Rosacruz.

### 2000
L'édition 2000 a lieu au Cemento. Le premier jour, elle fait participer : Claudio O'Connor (es), Cruel Adicción, Azeroth (es), Chopper (d'Uruguay), Cuero, et Elmer. Le deuxième jour, elle fait participer : Barón Rojo (Espagne), Horcas, Nepal, Imperio, Devenir, Patán (es), et Tribal.

### 2003
L'édition 2003, la cinquième ou sixième selon les sources, mais surtout la dernière du festival, a lieu au stade Obras Sanitarias, et fait intervenir Rata Blanca, Horcas, Raíz, Claudio O'Connor, Renacer, Jason, Cruel Adicción (es), Rosacruz, et Zeldar. Cette dernière édition attire 6 000 spectateurs.